# ناصر العجیل
ناصر العجیل (عربی: ناصر عادل العجيل؛ زادهٔ ۳۰ دسامبر ۱۹۹۶) یک ورزشکار اهل عربستان سعودی است.
از باشگاه‌هایی که در آن بازی کرده‌است می‌توان به باشگاه فوتبال هجر عربستان سعودی اشاره کرد.